# Kielmeyera peruviana
Kielmeyera peruviana es una especie de planta con flor en la familia de las Calophyllaceae.
Es endémica de Perú en el Departamento de San Martín. Está amenazada por pérdida de hábitat.

## Taxonomía
Kielmeyera peruviana fue descrita por Nagib Saddi y publicado en Kew Bulletin 39(4): 741. 1984.